# EGOZARU
EGOZARU（エゴザル）は、日本のバスケットボールブランド。岡山県岡山市に本社を置く「株式会社サードシップ」が展開している。

## 概要
ロゴはバスケットボールを持ったサル（チンパンジー）をモチーフにしている。
ブランド立ち上げ当初は日本製のみで商品を展開していたが、ブランド拡大に伴い2019年のコレクション以降は一部、高いクオリティを担保できる工場にて海外生産アイテムも展開を開始している。

## 沿革
- 2015年 - 日本の岡山県に本社を置く「株式会社三祈」が展開するバスケットボールブランドとして誕生。
- 2017年 - 高品質とそれまでのスポーツブランドとはひと味違うムードを武器に[大言壮語的]、三遠ネオフェニックスとサプライヤー契約締結[1]。
- 2018年 - チームウェアのカスタムオーダー販売を開始し、トライフープ岡山とサプライヤー契約締結。
- 2019年 - ライジングゼファーフクオカ、越谷アルファーズとサプライヤー契約締結[2]。（越谷アルファーズのサプライヤー契約は2022-23シーズンまで）
- 2020年 - レバンガ北海道、島根スサノオマジックとサプライヤー契約締結[3]。
- 2021年
  - 2月 - 岡山本社を岡山県津山市から岡山県岡山市北区に移転。
  - 2月16日 - ブランド初となる直営店舗「EGOZARU OFFLINE STORE SAPPORO」を北海道札幌市の大型複合商業施設「サッポロファクトリー」内にオープン[4][5][6]。
  - 4月14日 - アザーラインとしてファンションブランド「EGOZARU EX.」通称「EEX.」の展開を開始[7][8][9][10][11][12][13][14]。
  - 11月17日 - 北海道札幌市内に札幌営営業所を新設。
- 2022年
  - 4月1日 - 大阪府大阪市内に大阪支店を新設。福岡県福岡市内に福岡営業所を新設。
  - 4月2日 - シューズ市場に本格参入となるブランド初のバスケットボール競技用シューズ「EGO AWAKE」を発売[15][16][17][18]。
  - 4月29日 - 福岡県福岡市内の複合商業施設「アイランドアイ」1階に2店舗目となる直営店舗「EGOZARU OFFLINE STORE FUKUOKA」をオープン。[19][20]
- 2023年 - 大阪エヴェッサとサプライヤー契約締結[21][22]。
- 2023年8月25日〜9月10日に開催された FIBAバスケットボール・ワールドカップ2023 ではアンゴラ男子代表ナショナルチームのユニフォームをEGOZARUが制作。
- 2024年1月現在、B.LEAGUE（B1, B2）契約チーム（ユニフォームサプライヤーとして）のシェア（チーム数）はアンダーアーマーと同率の1位。
- 2025年4月にプロバスケットボール選手瀬川琉久とパートナー契約を発表[23]。